# (2449) Kenos
(2449) Kenos es un asteroide que forma parte del grupo de los asteroides que cruzan la órbita de Marte y fue descubierto el 8 de abril de 1978 por William Liller desde el Observatorio Interamericano del Cerro Tololo, Chile.

## Designación y nombre
Kenos se designó inicialmente como 1978 GC.
Más adelante, en 1993, recibió su nombre por Kenos, un dios de la mitología de la Tierra del Fuego.

## Características orbitales
Kenos está situado a una distancia media del Sol de 1,909 ua, pudiendo alejarse hasta 2,23 ua y acercarse hasta 1,588 ua. Tiene una excentricidad de 0,1682 y una inclinación orbital de 24,98 grados. Emplea 963,4 días en completar una órbita alrededor del Sol.
Kenos pertenece al grupo asteroidal de Hungaria.

## Características físicas
La magnitud absoluta de Kenos es 14,26 y el periodo de rotación de 3,849 horas. Está asignado al tipo espectral E de la clasificación Tholen.